# Ernst August af Hannover (1845-1923)
Ernst August, kronprins af Hannover, 3. hertug af Cumberland, prins af Storbritannien, (21. september 1845 – 14. november 1923), søn af kong Georg 5. af Hannover og prinsesse Marie af Sachsen-Altenburg, overhoved for den tyske linje af huset Hannover fra sin faders død i 1878.

## Ernst Augusts engelske aner og familie
Ernst August tilhørte den britiske kongefamilie, Huset Hannover. Hans fader Georg 5. (27. Maj 1819 – 12. Juni 1878), konge af Hannover, var eneste søn af Ernst August, (5. Juni 1771–18. November 1851), konge af Hannover, prins af Storbritannien, 1. hertug af Cumberland og Teviotdale og femte søn af kong George 3. af Storbritannien. 
Ernst Augusts bedstefader og navnefælle, Ernst August 1., blev i 1837 konge af Hannover. Kongeriget Hannover, hvorfra den britiske kongefamilie stammede, havde indtil da været i personalunion med Storbritannien, men da dronning Victoria arvede den britiske trone i 1837, ophørte unionen. Hannover fulgte den Saliske lov, som ikke tillod kvindelig arveret, så tronen gik til den nærmeste mandlige slægtning, Victorias onkel, hertugen af Cumberland, som antog navnet kong Ernst August 1. af Hannover.

## Ungdom og eksil
Ernst August blev født under sin bedstefars Ernst August I's regeringstid og blev kronprins af Hannover ved sin faders tiltrædelse i 1851. Han var kronprins, indtil kongeriget blev annekteret af Preussen efter den Preussisk-østrigske krig i 1866.
Under krigen deltog kronprins Ernst ved slaget ved Langensalza.
Derefter rejste familien rundt, blandt andet opholdt den sig en del i Paris, i Gmunden Østrig og i Penzing, Wien. 
Østrig var Hannovers tidligere forbundsfælle under krigen i 1866, og venskabet bestod. Således bar Ernst August som regel den østrigske uniform i eksilet, både for at ære Østrig og distancere sig fra Preussen. 
Familien nægtede at opgive kravet på Hannover, og dens enorme privatformue den såkaldte Welferfond forblev konfiskeret.

## Ægteskab
Under en af Ernst Augusts mange rejser mødte han i 1872 i Rom prinsesse Thyra af Danmark, datter af kong Christian 9. og dronning Louise, født prinsesse af Hessen-Kassel. Der skulle dog gå en del år, før et ægteskab kom i stand. Ernst August var af ydre ikke særlig tiltrækkende, men blev alligevel anset som et passende parti af den danske kongefamilie.
I 1878 blev han gift med prinsesse Thyra på Christiansborg Slot i København. Dermed blev han svoger til den fremtidige kong Edward 7. af Storbritannien, kejser Alexander 3. af Rusland, og kong Georg 1. af Grækenland, samt kong Frederik 8. af Danmark.
I ægteskabet fødtes seks børn, af hvilke den yngste, Ernst August blev hans efterfølger.

## Personlighed og senere liv
Efter ægteskabet med Thyra lod han det store Schloss Cumberland bygge i Gmunden. Familien boede også i Palæ Cumberland i Wien.
Ernst August havde en en vanskelig natur. Han var nervøst anlagt og fik angstandfald og brød sig således ikke om at bevæge sig uden for sine vante rammer i hjemmet. Han holdt sig gerne væk fra de berømte Fredensborg-dage i Danmark hos svigerfamilien, hvilket gjorde ham upopulær. 
Ernst brugte tiden i eksil til at studere oldtidskunst og gamle mønter. Det lykkedes ham at skabe en imponerende samling, som opbevaredes på slottet i Gmunden. 

### Ernst August og forholdet til Preussen/Tyskland
På grund af Preussens anneksion af Hannover var Ernst August meget anti-preussisk resten af sit liv. Bismarck havde til gengæld ikke meget tiltro til den tidligere kongefamilie. I 1884 stod Ernst August til at arve hertugdømmet Braunschweig efter en fjern slægtning, men Bismarck modsatte sig det og satte hertugdømmet under preussisk administration. Ernst August arvede dog den afdøde hertugs privatformue. 
Han anerkendte det Tyske kejserrige i 1892 uden at opgive sit krav på Hannover og fik dermed adgang til Welferfonden. Familiens økonomiske situation blev nu særdeles god. 
En endelig udsoning kom i 1913, da hans yngste søn og arving, Ernst August, giftede sig med kejser Wilhelm 2. af Tysklands datter, Victoria Louise. Ernst opgav sin arveret til Braunschweig til fordel for sønnen, der regerede hertugdømmet til 1918.
Under Første Verdenskrig var han stærkt tyskorienteret, hvilket medførte, at man fra britisk side fratog ham hans britiske titler og ordener.
Ernst August døde i 1923 af et slagtilfælde på Schloss Cumberland, Gmunden.

## Titler og prædikater
- 21. september 1845–18. november 1851: Hans Kongelige Højhed Prins Ernst August af Hannover, Kongelig Prins af Storbritannien og Irland, Hertug til Braunschweig og Lüneburg
- 18. november 1851–12. juni 1878: Hans Kongelige Højhed Kronprins Ernst August af Hannover, Kongelig Prins af Storbritannien og Irland, Hertug til Braunschweig og Lüneburg
- 12. juni 1878–28. marts 1919: Hans Kongelige Højhed Ernst August, Kongelig Prins af Storbritannien og Irland, Hertug af Cumberland og Teviotdale, Hertug til Braunschweig og Lüneburg
- 28. marts 1919–14. november 1923: Hans Kongelige Højhed Ernst August, Kongelig Prins af Storbritannien og Irland, Hertug til Braunschweig og Lüneburg

## Børn
1.Prinsesse Marie Louise af Cumberland og Hannover 11. oktober 1879-31. januar 1948. Gift med prins Max af Baden (10. juli 1867-6. november 1929), Tysklands sidste rigskansler under kejserdømmet og arving til Storhertugdømmet Baden. 
2.Prins Georg Wilhelm af Cumberland og Hannover 28. oktober 1880-20. maj 1912. Død i en bilulykke.Ugift. 
3.Prinsesse Alexandra af Hannover og Cumberland 29. september 1882 -30. august 1963. Gift med Storhertug Frederik Frans 4. af Mecklenburg-Schwerin (9. april 1882-17. november 1945). Svigerinde til Danmarks dronning Alexandrine. 
4.Prinsesse Olga af Cumberland og Hannover 11. juli 1884-21. september 1958. Ugift. 
4.Prins Christian af Cumberland og Hannover 4. juli 1885-3. september 1901. Ugift. 
6.Prins Ernst August af Hannover, hertug af Braunschweig 17. november 1887-30. januar 1953. Gift med prinsesse Viktoria Luise af Preussen (13. september 1892-11. december 1980). Regerende hertug af Braunschweig 1913-1918.

## Eksterne links
- Ernst August Arkiveret 15. august 2020 hos  Wayback Machine på hjemmesiden Die Welfen Arkiveret 26. juni 2015 hos  Wayback Machine (tysk)

| Ernst AugustHuset HannoverSidelinje af Huset WelfFødt: 21. september 1845 Død: 14. november 1923 | |                             |
| Titler i prætendens                                                                              | |                             |
| Foregående: Georg 5.                                                                             | — TITULÆR — Konge af Hannover 1878–1923 (Kongeriget Hannover indlemmet i Kongeriget Preussen i 1866)            | Efterfølgende: Ernst August |
| Foregående: Wilhelm                                                                              | — TITULÆR — Hertug af Braunschweig 1884–1913 (Udelukket fra at tiltræde regeringen i Hertugdømmet Braunschweig) | Efterfølgende: Ernst August |